# Convocazioni per il campionato mondiale per club FIFA 2000
Elenco dei giocatori convocati da ciascun club partecipante al Campionato mondiale per club FIFA 2000.

## Al-Nassr
Allenatore:  Milan Živadinović
| N. |                           | Ruolo | Calciatore         |
| -- | ------------------------- | ----- | ------------------ |
| 1  | Arabia Saudita (bandiera) | P     | Madhi Al Dosari    |
| 2  | Arabia Saudita (bandiera) | D     | Nasser Al Halawi   |
| 3  | Arabia Saudita (bandiera) | C     | Faisal Al Dosari   |
| 4  | Arabia Saudita (bandiera) | D     | Saleh Aboshahin    |
| 5  | Marocco (bandiera)        | D     | Smahi Triki        |
| 6  | Arabia Saudita (bandiera) | C     | Ibrahim Al-Harbi   |
| 7  | Arabia Saudita (bandiera) | A     | Fahad Mehalel      |
| 8  | Arabia Saudita (bandiera) | C     | Fahad Al-Bishi     |
| 9  | Arabia Saudita (bandiera) | D     | Hadi Sharify       |
| 10 | Arabia Saudita (bandiera) | C     | Fuad Amin          |
| 11 | Arabia Saudita (bandiera) | A     | Muhaisen Al Dosari |
| 12 | Arabia Saudita (bandiera) | D     | Hamad Al Khathran  |

| N. |                           | Ruolo | Calciatore           |
| -- | ------------------------- | ----- | -------------------- |
| 13 | Marocco (bandiera)        | A     | Ahmed Bahja          |
| 14 | Arabia Saudita (bandiera) | C     | Nassip Al Ghamdi     |
| 15 | Arabia Saudita (bandiera) | A     | Nahar Al Dhaferi     |
| 16 | Arabia Saudita (bandiera) | D     | Abdulaziz Al-Janoubi |
| 17 | Arabia Saudita (bandiera) | C     | Mansour Al Mousa     |
| 18 | Arabia Saudita (bandiera) | C     | Abdallah Al Karni    |
| 19 | Algeria (bandiera)        | C     | Moussa Saïb          |
| 20 | Arabia Saudita (bandiera) | D     | Mohsin Al Harthi     |
| 21 | Arabia Saudita (bandiera) | P     | Mohammad Sharifi     |
| 22 | Arabia Saudita (bandiera) | P     | Mohammed Babkr       |
| 23 | Arabia Saudita (bandiera) | D     | Ibrahim Al Shokia    |

## Corinthians
Allenatore:  Oswaldo de Oliveira
| N. |                     | Ruolo | Calciatore    |
| -- | ------------------- | ----- | ------------- |
| 1  | Brasile (bandiera)  | P     | Dida          |
| 2  | Brasile (bandiera)  | D     | Índio         |
| 3  | Brasile (bandiera)  | D     | Adílson       |
| 4  | Brasile (bandiera)  | D     | João Carlos   |
| 5  | Brasile (bandiera)  | C     | Vampeta       |
| 6  | Brasile (bandiera)  | D     | Kléber        |
| 7  | Brasile (bandiera)  | C     | Marcelinho    |
| 8  | Colombia (bandiera) | C     | Freddy Rincón |
| 9  | Brasile (bandiera)  | A     | Luizão        |
| 10 | Brasile (bandiera)  | A     | Edílson       |
| 11 | Brasile (bandiera)  | C     | Ricardinho    |
| 12 | Brasile (bandiera)  | P     | Maurício      |

| N. |                    | Ruolo | Calciatore      |
| -- | ------------------ | ----- | --------------- |
| 13 | Brasile (bandiera) | D     | Daniel          |
| 14 | Brasile (bandiera) | D     | Márcio Costa    |
| 15 | Brasile (bandiera) | P     | Yamada          |
| 16 | Brasile (bandiera) | D     | Fábio Luciano   |
| 17 | Brasile (bandiera) | A     | Fernando Baiano |
| 18 | Brasile (bandiera) | A     | Dinei           |
| 19 | Brasile (bandiera) | D     | Augusto         |
| 20 | Brasile (bandiera) | C     | Edu             |
| 21 | Brasile (bandiera) | C     | Marcos Senna    |
| 22 | Brasile (bandiera) | C     | Luis Mário      |
| 23 | Brasile (bandiera) | C     | Gilmar          |

## Manchester United
Allenatore:  Alex Ferguson
| N. |                        | Ruolo | Calciatore         |
| -- | ---------------------- | ----- | ------------------ |
| 1  | Australia (bandiera)   | P     | Mark Bosnich       |
| 2  | Inghilterra (bandiera) | D     | Gary Neville       |
| 3  | Irlanda (bandiera)     | D     | Denis Irwin        |
| 4  | Inghilterra (bandiera) | D     | Danny Higginbotham |
| 5  | Francia (bandiera)     | D     | Mikaël Silvestre   |
| 6  | Paesi Bassi (bandiera) | D     | Jaap Stam          |
| 7  | Inghilterra (bandiera) | C     | David Beckham      |
| 8  | Inghilterra (bandiera) | C     | Nicky Butt         |
| 9  | Inghilterra (bandiera) | A     | Andy Cole          |
| 10 | Inghilterra (bandiera) | A     | Teddy Sheringham   |
| 11 | Galles (bandiera)      | C     | Ryan Giggs         |
| 12 | Inghilterra (bandiera) | D     | Phil Neville       |

| N. |                              | Ruolo | Calciatore           |
| -- | ---------------------------- | ----- | -------------------- |
| 13 | Inghilterra (bandiera)       | P     | Paul Rachubka        |
| 14 | Paesi Bassi (bandiera)       | C     | Jordi Cruyff         |
| 15 | Inghilterra (bandiera)       | C     | Jonathan Greening    |
| 16 | Irlanda (bandiera)           | C     | Roy Keane            |
| 17 | Paesi Bassi (bandiera)       | P     | Raimond van der Gouw |
| 18 | Inghilterra (bandiera)       | C     | Mark Wilson          |
| 19 | Trinidad e Tobago (bandiera) | A     | Dwight Yorke         |
| 20 | Norvegia (bandiera)          | A     | Ole Gunnar Solskjær  |
| 21 | Norvegia (bandiera)          | D     | Henning Berg         |
| 22 | Sudafrica (bandiera)         | C     | Quinton Fortune      |
| 23 | Inghilterra (bandiera)       | D     | Ronnie Wallwork      |

## Necaxa
Allenatore:  Raúl Arias
| N. |                      | Ruolo | Calciatore         |
| -- | -------------------- | ----- | ------------------ |
| 1  | Messico (bandiera)   | P     | Hugo Pineda        |
| 2  | Messico (bandiera)   | D     | Salvador Cabrera   |
| 3  | Messico (bandiera)   | D     | Sergio Almaguer    |
| 4  | Messico (bandiera)   | D     | Ignacio Ambríz     |
| 5  | Uruguay (bandiera)   | D     | Andrés Scotti      |
| 6  | Messico (bandiera)   | D     | Miguel Acosta      |
| 7  | Ecuador (bandiera)   | C     | Álex Aguinaga      |
| 8  | Messico (bandiera)   | C     | Luis Ernesto Pérez |
| 9  | Ecuador (bandiera)   | A     | Agustín Delgado    |
| 10 | Messico (bandiera)   | D     | Markus López       |
| 11 | Messico (bandiera)   | C     | Samuel Terres      |
| 12 | Argentina (bandiera) | C     | Hernán Vigna       |

| N. |                    | Ruolo | Calciatore              |
| -- | ------------------ | ----- | ----------------------- |
| 13 | Messico (bandiera) | A     | Carlos Augusto Ochoa    |
| 14 | Messico (bandiera) | C     | Israel Velásquez        |
| 15 | Messico (bandiera) | D     | Octavio Becerril        |
| 16 | Messico (bandiera) | C     | Edgar Oliva             |
| 17 | Messico (bandiera) | P     | Alexandro Álvarez       |
| 18 | Messico (bandiera) | C     | José Milián             |
| 19 | Cile (bandiera)    | A     | Cristian Montecinos     |
| 20 | Messico (bandiera) | D     | José Higareda           |
| 21 | Uruguay (bandiera) | A     | Sergio Vázquez          |
| 22 | Messico (bandiera) | P     | José Alberto Guadarrama |
| 23 | Messico (bandiera) | D     | Jaime Hernández         |

## Raja Casablanca
Allenatore:  Fatih Yamal
| N. |                    | Ruolo | Calciatore            |
| -- | ------------------ | ----- | --------------------- |
| 1  | Marocco (bandiera) | P     | Mustapha Chadili      |
| 2  | Marocco (bandiera) | D     | Adil Sarraj           |
| 3  | Marocco (bandiera) | D     | Redouane El Haimeur   |
| 4  | Marocco (bandiera) | D     | Talal El Karkouri     |
| 5  | Marocco (bandiera) | C     | Hicham Misbah         |
| 6  | Marocco (bandiera) | C     | Youssef Safri         |
| 7  | Marocco (bandiera) | C     | Mohamed Kharbouch     |
| 8  | Marocco (bandiera) | D     | Abdellatif Jrindou    |
| 9  | Marocco (bandiera) | A     | Mohamed Armoumen      |
| 10 | Marocco (bandiera) | A     | Mustapha Moustaoudia  |
| 11 | Marocco (bandiera) | A     | Mohamed Khoubbache    |
| 12 | Marocco (bandiera) | P     | Mohamed Bouabdellaoui |

| N. |                    | Ruolo | Calciatore           |
| -- | ------------------ | ----- | -------------------- |
| 13 | Marocco (bandiera) | C     | Omar Nejjary         |
| 14 | Marocco (bandiera) | A     | Bouchaib El Moubarki |
| 15 | Marocco (bandiera) | D     | Abdessadek Hafid     |
| 16 | Marocco (bandiera) | C     | Adil Miki            |
| 17 | Marocco (bandiera) | C     | Zakaria Aboub        |
| 18 | Marocco (bandiera) | C     | Reda Ereyahi         |
| 19 | Marocco (bandiera) | C     | Youssef Achami       |
| 20 | Marocco (bandiera) | C     | Hamid Nater          |
| 21 | Marocco (bandiera) | A     | Tarik Rizki          |
| 22 | Marocco (bandiera) | P     | Abdesalam Daakali    |
| 23 | Marocco (bandiera) | A     | Said Kherazi         |

## Real Madrid
Allenatore:  Vicente Del Bosque
| N. |                        | Ruolo | Calciatore         |
| -- | ---------------------- | ----- | ------------------ |
| 1  | Argentina (bandiera)   | P     | Albano Bizzarri    |
| 2  | Spagna (bandiera)      | D     | Míchel Salgado     |
| 3  | Brasile (bandiera)     | D     | Roberto Carlos     |
| 4  | Spagna (bandiera)      | D     | Fernando Hierro    |
| 5  | Spagna (bandiera)      | D     | Manuel Sanchís     |
| 6  | Argentina (bandiera)   | C     | Fernando Redondo   |
| 7  | Spagna (bandiera)      | A     | Raul               |
| 8  | Inghilterra (bandiera) | C     | Steve McManaman    |
| 9  | Spagna (bandiera)      | A     | Fernando Morientes |
| 10 | Spagna (bandiera)      | C     | Manu Sánchez       |
| 11 | Brasile (bandiera)     | A     | Sávio              |
| 12 | Spagna (bandiera)      | D     | Iván Campo         |

| N. |                       | Ruolo | Calciatore         |
| -- | --------------------- | ----- | ------------------ |
| 13 | Spagna (bandiera)     | P     | Iker Casillas      |
| 14 | Spagna (bandiera)     | C     | Guti               |
| 15 | Spagna (bandiera)     | D     | Iván Helguera      |
| 16 | Camerun (bandiera)    | A     | Samuel Eto'o       |
| 17 | Spagna (bandiera)     | D     | Javier Dorado      |
| 18 | Spagna (bandiera)     | D     | Aitor Karanka      |
| 19 | Francia (bandiera)    | A     | Nicolas Anelka     |
| 20 | Jugoslavia (bandiera) | A     | Perica Ognjenović  |
| 21 | Camerun (bandiera)    | C     | Geremi             |
| 22 | Francia (bandiera)    | C     | Christian Karembeu |
| 23 | Spagna (bandiera)     | P     | Oliver             |

## South Melbourne
Allenatore:  Ange Postecoglou
| N. |                          | Ruolo | Calciatore        |
| -- | ------------------------ | ----- | ----------------- |
| 1  | Ungheria (bandiera)      | P     | Milán Udvarácz    |
| 2  | Australia (bandiera)     | D     | Steven Iosifidis  |
| 3  | Australia (bandiera)     | D     | Fausto De Amicis  |
| 4  | Australia (bandiera)     | D     | Nick Orlic        |
| 5  | Australia (bandiera)     | D     | Con Blatsis       |
| 6  | Australia (bandiera)     | C     | David Clarkson    |
| 7  | Australia (bandiera)     | C     | Steve Panopoulos  |
| 8  | Nuova Zelanda (bandiera) | A     | Vaughan Coveny    |
| 9  | Australia (bandiera)     | C     | Paul Trimboli     |
| 10 | Australia (bandiera)     | A     | Michael Curcija   |
| 11 | Australia (bandiera)     | A     | John Anastasiadis |
| 12 | Australia (bandiera)     | C     | Richie Alagich    |

| N. |                      | Ruolo | Calciatore         |
| -- | -------------------- | ----- | ------------------ |
| 13 | Australia (bandiera) | C     | Adrian Cuzzupe     |
| 14 | Australia (bandiera) | C     | Anthony Magnacca   |
| 15 | Australia (bandiera) | D     | Goran Lozanovski   |
| 16 | Australia (bandiera) | C     | George Goutzioulis |
| 17 | Australia (bandiera) | A     | Jim Tsekinis       |
| 18 | Australia (bandiera) | D     | Robert Liparoti    |
| 19 | Australia (bandiera) | C     | Tas Psonis         |
| 20 | Australia (bandiera) | P     | Chris Jones        |
| 21 | Australia (bandiera) | C     | Radoslav Culibrk   |
| 22 | Australia (bandiera) | D     | Mustafa Mustafa    |
| 23 | Australia (bandiera) | P     | Chris Roche        |

## Vasco da Gama
Allenatore:  Antônio Lopes
| N. |                    | Ruolo | Calciatore     |
| -- | ------------------ | ----- | -------------- |
| 1  | Brasile (bandiera) | P     | Carlos Germano |
| 2  | Brasile (bandiera) | D     | Jorginho       |
| 3  | Brasile (bandiera) | D     | Odvan          |
| 4  | Brasile (bandiera) | D     | Mauro Galvão   |
| 5  | Brasile (bandiera) | C     | Amaral         |
| 6  | Brasile (bandiera) | C     | Felipe         |
| 7  | Brasile (bandiera) | A     | Donizete       |
| 8  | Brasile (bandiera) | C     | Juninho        |
| 9  | Brasile (bandiera) | C     | Ramon          |
| 10 | Brasile (bandiera) | A     | Edmundo        |
| 11 | Brasile (bandiera) | A     | Romário        |
| 12 | Brasile (bandiera) | P     | Helton         |

| N. |                    | Ruolo | Calciatore    |
| -- | ------------------ | ----- | ------------- |
| 13 | Brasile (bandiera) | D     | Gilberto      |
| 14 | Brasile (bandiera) | D     | Torres        |
| 15 | Brasile (bandiera) | C     | Paulo Miranda |
| 16 | Brasile (bandiera) | C     | Pedrinho      |
| 17 | Brasile (bandiera) | D     | Júnior Baiano |
| 18 | Brasile (bandiera) | C     | Válber        |
| 19 | Brasile (bandiera) | A     | Viola         |
| 20 | Brasile (bandiera) | P     | Marcio        |
| 21 | Brasile (bandiera) | C     | Nasa          |
| 22 | Brasile (bandiera) | D     | Alex Pinho    |
| 23 | Brasile (bandiera) | C     | Alex Oliveira |